# Mimosybra salomonum
Mimosybra salomonum är en skalbaggsart som beskrevs av Stefan von Breuning 1939. Mimosybra salomonum ingår i släktet Mimosybra och familjen långhorningar. Inga underarter finns listade i Catalogue of Life.